# FloraBase
FloraBase  este o bază de date web de acces public a florei Australiei de Vest. Acesta oferă informații științifice cu autoritate cu privire la 12.978 de taxi, inclusiv descrieri, hărți, imagini, starea de conservare și detalii nomenclaturale. De asemenea, sunt înregistrate 1.272 de taxe străine (buruieni naturalizate).
Sistemul preia date din seturi de date, inclusiv Recensământul plantelor din Australia de Vest și baza de date Western Australian Herbarium cu peste 803.000 de colecții de plante cu voucher. Acesta este operat de Western Australian Herbarium în cadrul Departamentul parcurilor și faunei sălbatice. A fost înființat în noiembrie 1998.
În ghidul său de distribuție folosește o combinație de provincii botanice ale IBRA versiunea 5.1 și John Stanley Beard.